# پاولوف (ناحیه شومپرک)
پاولوف (به چکی: Pavlov) یک منطقهٔ مسکونی در جمهوری چک است که در ناحیه شومپرک واقع شده‌است. پاولوف ۲۴٫۰۵ کیلومتر مربع مساحت و ۶۰۷ نفر جمعیت دارد و ۳۴۷ متر بالاتر از سطح دریا واقع شده‌است.